# Hydraena barricula
Hydraena barricula är en skalbaggsart som beskrevs av Perkins 1980. Hydraena barricula ingår i släktet Hydraena och familjen vattenbrynsbaggar. Inga underarter finns listade i Catalogue of Life.